# Justizirrtum um Ralf Witte
Der Justizirrtum um Ralf Witte betrifft den Fall des deutschen Straßenbahnfahrers Ralf Witte (* 1964), der 2004 zu Unrecht wegen Vergewaltigung zu zwölf Jahren und acht Monaten Freiheitsstrafe verurteilt und nach fünf Jahren Haft in einem Wiederaufnahmeverfahren 2010 freigesprochen wurde.
Unmittelbar damit verbunden war der Fall seines 15 Jahre älteren Bekannten Karl-Heinz Wulfhorst, der ebenfalls im Jahr 2004 zu Unrecht wegen Vergewaltigung zu einer Haftstrafe verurteilt und im Jahr 2010 freigesprochen wurde. Die beiden Fälle werden auch zusammenfassend als „Fall Witte/Wulfhorst“ bezeichnet.

## Fall

### Beschuldigung und Verurteilung (2001–2004)
Ralf Witte lebte 2001 in einem Dorf bei Hannover zusammen mit seiner zweiten Ehefrau, zwei Kindern aus erster Ehe und einem Kind aus seiner zweiten Ehe. Die damals 15-jährige Jennifer W., Tochter seines Bekannten Karl-Heinz W., war bei ihm als Babysitter tätig. Einige Zeit nach ihrem letzten Einsatz zeigte Jennifer Ralf Witte wegen Vergewaltigung an. Sie beschuldigte ihn, sie entjungfert und gemeinsam mit ihrem eigenen Vater mehrfach brutal vergewaltigt zu haben. Gegen Witte und Karl-Heinz W. wurde Untersuchungshaft angeordnet. Da Witte ein Alibi für fünf der vermeintlichen Tatzeitpunkte vorweisen konnte und keinerlei DNA-Spuren gefunden wurden, wurde er nach 23 Tagen aus der Untersuchungshaft entlassen.
Dennoch kam es zu einer Anklage vor dem Landgericht Hannover. Das Verfahren zog sich mit 42 Verhandlungstagen über elf Monate hin. Witte hatte auf frühzeitiges Anraten seines Anwalts rekonstruiert, was er an den angeblichen Tattagen sowie jeweils am vorigen Tag und am nächsten Tag getan und wo er sich aufgehalten hatte, und konnte für diese Tage Alibis vorweisen, die das Gericht jedoch nicht gelten ließ. Als Wittes Vorgesetzter seine Anwesenheit am Arbeitsplatz an einem vermeintlichen Tattag bestätigte, erklärte das Gericht, Jennifer W. könne sich ja in der Woche geirrt haben, was darauf hinauslief, dass alle Alibis wertlos seien. Witte protestierte gegen dieses Vorgehen, er zeigte einem Richter dabei einen Vogel und redete ihn mit „Du Idiot“ an. Trotz der Alibis und obwohl eine medizinische Untersuchung die Jungfräulichkeit des Mädchens festgestellt hatte, wurde Witte am 7. Mai 2004 zu zwölf Jahren und acht Monaten Freiheitsstrafe verurteilt. Karl-Heinz W. wurde zu fünf Jahren und acht Monaten Haft verurteilt. Zwei Gutachter hatten im Verfahren erklärt, Jennifer W. sei absolut glaubwürdig.
Dass Witte zu einer viel längeren Haftstrafe verurteilt wurde als Karl-Heinz W., obwohl es im Wesentlichen um dieselben Tatvorwürfe ging, erklärte er sich im Nachhinein damit, dass er sich im Bewusstsein seiner Unschuld während des Prozesses siegessicher gefühlt habe und gegenüber dem Richter immer wieder respektlos aufgetreten sei.

### Nach der Verurteilung
Am 15. September 2004, vier Monate nach der Verurteilung, erhob das vermeintliche Opfer Jennifer W. bei der Staatsanwaltschaft Hannover neue Anschuldigungen. Sie sei seit ihrem achten Lebensjahr Opfer eines Mädchenhändlerrings gewesen und über Jahre hinweg unter anderem von ihrem Vater vergewaltigt und dabei gefilmt worden. Dabei habe sie mit ansehen müssen, wie ein von einem anderen Opfer geborenes Baby an die Wand geworfen und so getötet worden sei. Die neue Behauptung, sie sei bereits als Achtjährige immer wieder vergewaltigt worden, stand dabei im Widerspruch zu ihrer vorigen Behauptung, sie sei als 15-Jährige durch Ralf Witte entjungfert worden.
Die Staatsanwaltschaft klärte diesen Widerspruch nicht auf und prüfte die anderen Behauptungen von Jennifer W. ohne Ergebnis. Weder konnten die Beschuldigten identifiziert noch der Tatort lokalisiert werden. Das Verfahren über die Revision von Ralf Wittes Urteil beim Bundesgerichtshof war zu diesem Zeitpunkt noch nicht abgeschlossen, trotzdem leitete die Staatsanwaltschaft ihre Erkenntnisse nicht weiter. Außer dem ermittelnden Staatsanwalt waren auch dessen Behördenleiter, der stellvertretende Behördenleiter sowie der hannoversche Polizeipräsident über die problematischen und inkonsistenten Aussagen von Jennifer W. informiert. Auch sie hätten von Amts wegen ihre Erkenntnisse, die die Verurteilten entlasteten, nicht verschweigen dürfen.
Die Ermittlungen um die neuen Anschuldigungen ließ man etwa drei Jahre ruhen. In dieser Zeit habe man „immer wieder versucht, mit Jennifer W. weitere Gespräche zu führen, um konkretere Angaben über den Mädchenhändlerring zu bekommen“, was aber in den drei Jahren nicht gelungen sei. Mal teilte Jennifer W.s Anwältin den Ermittlern mit, ihre Mandantin befinde sich im Ausland, dann, sie lebe unter falschem Namen in Hannover und sei deshalb nicht aufzufinden. Dabei gab Jennifer W. in der Zeit, in der sie der Staatsanwaltschaft nicht zur Verfügung stand, der Zeitschrift Bravo ein Interview und war anschließend in dem Heft auf Fotos eindeutig zu erkennen. Schließlich wurde das Verfahren eingestellt. Anfang 2008 erklärte Jennifer W. gegenüber der Behörde, in der Sache keine Angaben mehr machen zu wollen. Die Staatsanwaltschaft leitete daraufhin ein Ermittlungsverfahren wegen des Verdachts der Falschaussage ein.

### Wiederaufnahme und Freispruch (2009–2010)
2009 erreichte Johann Schwenn als Ralf Wittes neuer Rechtsanwalt eine Wiederaufnahme des Prozesses gegen Witte. Er warf der Staatsanwaltschaft vor, entlastendes Material zurückgehalten zu haben, und sprach von einem Justizskandal. Die Behörde wies den Vorwurf zurück. Das für die Wiederaufnahme zuständige Landgericht Lüneburg ließ ein neues Gutachten über die Zeugin Jennifer W. erstellen, das zu dem Ergebnis kam, es gebe deutliche Zweifel an ihrer Glaubwürdigkeit. Sie leide an einer Borderline-Symptomatik. Daraufhin ordnete das Landgericht nach fünf Jahren Haftdauer die sofortige Unterbrechung der Vollstreckung und die Freilassung Wittes an.
Nach anderthalb Jahren Wiederaufnahmeverfahren und fünf Wochen Verhandlung ließ Jennifer W. über ihre Anwältin kurz vor dem Urteilsspruch ein Attest vorlegen, nach dem sie aufgrund der angeblichen Vergewaltigungen an Krebs erkrankt sei. Der Richter unterbrach die Sitzung und klärte noch am selben Tag persönlich auf, dass es sich bei dem Attest um eine Totalfälschung handelte. Ralf Witte und Karl-Heinz Wulfhorst wurden am 8. September 2010 durch das Landgericht Lüneburg vom Vorwurf der Vergewaltigung freigesprochen. In seiner Begründung führte der Vorsitzende Richter aus: „Dieser Fall hätte in Hannover nicht einmal angeklagt werden dürfen.“
Schon ein halbes Jahr vor seiner Freilassung hatte Ralf Witte in einem Zivilprozess obsiegt, in dem Jennifer W. versucht hatte, Schadensersatz von ihm zu erlangen. Dieses Urteil war ein Wendepunkt. Auf seiner Website schreibt Witte, er habe in diesem Zivilprozess am Landgericht Hannover gute Erfahrungen machen dürfen, „also es ist nicht alles schlecht, was in diesem Hause entschieden wird“.

### Nach dem Freispruch
Wittes Verteidiger Johann Schwenn äußerte nach dem Freispruch harsche Kritik wegen der Fehlurteile im Jahr 2004. Er warf den damals beteiligten Richtern und Staatsanwälten am Landgericht Hannover Unfähigkeit und „unglaubliche Unprofessionalität“ vor. Das Gericht in Hannover sei zugunsten des vermeintlichen Opfers befangen gewesen. Dies sei auch an dem hochemotionalen Ton der damaligen Urteilsbegründung erkennbar, der allein schon den Bundesgerichtshof hätte veranlassen sollen, das Urteil aufzuheben. Gegen die Berichterstatterin der hannoverschen Strafkammer wurde nach einer Strafanzeige Schwenns ein Ermittlungsverfahren wegen des Verdachts der falschen uneidlichen Aussage eingeleitet, nachdem sie sich während des Wiederaufnahmeverfahrens in erheblichem Umfang auf Gedächtnislücken berufen hatte. Gegen die Staatsanwälte in Hannover wurde ebenfalls aufgrund einer Strafanzeige Schwenns ein Verfahren wegen Rechtsbeugung eingeleitet. Der niedersächsische Justizminister Bernd Busemann kritisierte das Verhalten der Staatsanwaltschaft und drückte sein Bedauern wegen der fehlerhaften Verurteilungen und ihrer gravierenden Folgen aus.
Jennifer W. bekam aus Angst vor Witte und ihrem Vater eine neue Identität; für das gefälschte Attest musste sie eine Geldbuße in Höhe von 5.000 Euro zahlen. Die Gutachter, die ihr im Jahr 2004 Glaubwürdigkeit attestiert hatten, wurden wegen ihrer damaligen Fehlentscheidungen nicht zur Rechenschaft gezogen. Ebenso wie das Landgericht Hannover verweigerten sie im Jahr 2013 Stellungnahmen gegenüber dem Fernsehmagazin Panorama.
Nach seinem Freispruch sagte Ralf Witte: „Die Geschichte hat zehn Jahre meines Lebens zerstört. Fünf Jahre und acht Monate, die ich im Gefängnis gesessen habe, kann man nicht mit Geld wiedergutmachen.“ Seine Stelle bei den Hannoverschen Verkehrsbetrieben hatte er verloren, Freunde und Bekannte hatten sich abgewandt. Er litt nach seiner Haftstrafe an Angstzuständen, war arbeitsunfähig und ging in Rente. Auch sein Haus musste er aufgeben. Für die zu Unrecht erlittenen fünfeinhalb Jahre Haft erhielt er 50.000 Euro Haftentschädigung (25 Euro pro Tag). Davon wurden noch 6.000 Euro Essensgeld abgezogen.
Am 24. November 2010 setzte Witte sich per E-Mail mit Jörg Kachelmann in Verbindung, der zu dieser Zeit ebenfalls wegen mutmaßlicher Vergewaltigung angeklagt war und im Kachelmann-Prozess vor Gericht stand. Witte berichtete von seinem Fall und riet Kachelmann, seinen Anwalt Reinhard Birkenstock gegen Johann Schwenn auszutauschen. Kachelmann folgte dem Ratschlag und wurde später ebenfalls freigesprochen.
Bei einem Fernsehauftritt Anfang 2015 sagte Ralf Witte, er werde wegen des erlittenen Unrechts gerichtlich klagen und dabei nicht aufgeben. Sein Anwalt sagte laut Witte damals: „Das wird noch zehn Jahre dauern, bis wir damit durch sind.“ Witte sagte, es sei ihm unmöglich, wieder arbeiten zu gehen, weil er sich immer noch jeden Tag mit diesem belastenden „Kram“ auseinandersetzen müsse.
Im Jahr 2019 musste Ralf Witte wegen seiner Angstzustände noch immer therapeutische Hilfe in Anspruch nehmen. Um seine verstörenden Erfahrungen zu verarbeiten, schrieb er ein Buch, in dem er die Mängel der Justiz im Umgang mit seinem Fall analysierte. Auf seiner früheren Website schrieb er, er plane die Veröffentlichung des Buches, das Buch ist jedoch nicht erschienen (Stand 2024). Auf seiner Website zog er folgende Bilanz: 

„Ich war unschuldig, aber das Landgericht Hannover hat die erfundenen Geschichten eines Mädchens geglaubt. Meine Unschuldsbeteuerungen und die Argumente meines Anwalts hätten das Gericht überzeugen müssen, aber dieses hatte einen absoluten Verurteilungswillen. Natürlich kann man nicht jedes Verbrechen aufklären, doch in unserem Fall hätte man ganz schnell der Wahrheit auf die Spur kommen können, wenn man es nur gewollt hätte. Unser Fall handelt aber vielmehr von dem Unrecht, das man mir und meinem Mitangeklagten unnötigerweise angetan hat! Die Zweite Jugendkammer des Landgerichts und die Staatsanwaltschaft Hannover hätten erkennen müssen, dass diese Vorwürfe völlig aus der Luft gegriffen waren. […] Zwei unschuldige Männer haben sie für viele Jahre ins Gefängnis gesteckt, weil sie einer Lügnerin glaubten. Ich möchte heute den Menschen danken, die an mich geglaubt haben […]“

Ralf Wittes Website wurde bis 2022 mehr als 870.000-mal abgerufen. Seit 2023 ist sie nicht mehr erreichbar.